# Last Concert in Japan
Last Concert in Japan — живий альбом англійської групи Deep Purple, який був випущений 16 березня 1977 року.

## Композиції
1. Burn — 7:05
2. Love Child — 4:46
3. You Keep on Moving — 6:16
4. Wild Dogs — 6:06
5. Lady Luck — 3:11
6. Smoke on the Water — 6:24
7. Soldier of Fortune — 2:22
8. Woman from Tokyo — 4:01
9. Highway Star — 6:50

## Склад
- Девід Ковердейл — вокал
- Рітчі Блекмор — гітара
- Джон Лорд — клавішні
- Гленн Х'юз — бас-гітара
- Іан Пейс — ударні

## Чарти
| Чарт (1977)              | Найвища позиція |
| ------------------------ | --------------- |
| Japanese Albums (Oricon) | 15              |

## Сертифікації
| Регіон                                             | Сертифікація | Продажі  |
| -------------------------------------------------- | ------------ | -------- |
| Японія (RIAJ) original release                     | Золотий      | 100 000^ |
| Японія (RIAJ) 1989 release                         | Золотий      | 100 000^ |
| ^відвантаження, що базуються лише на сертифікаціях |              |          |